# Hubert Naendrup
Hubert Naendrup (* 3. November 1872 in Salzkotten; † 28. Januar 1947 in Münster) war ein deutscher Rechtswissenschaftler und Rektor der Westfälischen Wilhelms-Universität.

## Akademische Karriere
Hubert Naendrup besuchte das Theodorianum in Paderborn und studierte Rechtswissenschaft an der Albert-Ludwigs-Universität Freiburg, der Philipps-Universität Marburg, der Georg-August-Universität Göttingen und der Universität Leipzig. Während seines Studiums wurde er 1891 Mitglied der KDStV Hercynia Freiburg im Breisgau im CV. Er bestand im April 1899 das zweite Staatsexamen und wurde zum Dr. iur. promoviert. Schon ein Jahr später habilitierte er sich an der Schlesischen Friedrich-Wilhelms-Universität Breslau. Danach lehrte er als Privatdozent in Breslau.
1902 wurde Naendrup zum außerordentlichen Professor an der Universität Münster ernannt, am 15. Dezember 1919 dann zum persönlichen Ordinarius für Deutsche Rechtsgeschichte. 1933 erhielt er ein planmäßiges Ordinariat an der Universität Münster.

## Politische Karriere
Im Ersten Weltkrieg diente Naendrup als Offizier. Nach Kriegsende schied er aus der Deutschen Armee als Major der Reserve aus.  Zur Zeit der Unruhen in der Weimarer Republik um 1920 sympathisierte er mit den Zielen des Kapp-Putsches. Er gründete die Akademische Wehr Münster, ein Freikorps, dem sich ganze Studentenverbindungen anschlossen. Bis 1932 gehörte Naendrup der Deutschnationalen Volkspartei (DNVP) an.
Naendrup trat zum 1. Dezember 1932 der NSDAP bei (Mitgliedsnummer 1.404.737) und begründete den Kampfbund für deutsche Kultur in Münster. Nicht zuletzt deswegen war er im Wintersemester 1933/34 und im Jahr 1934/35 Rektor der Universität. Damit gehörte er auch der Gleichschaltungskommission der Universität Münster an. Von 1939 bis 1940 war er Kommandant des Stammlagers VI A, einem Kriegsgefangenenlager in Hemer.
In der Nachkriegszeit versuchte man, Naendrup im Spruchkammerverfahren als Mitläufer einzustufen; doch verstarb er vor Abschluss des Verfahrens.